# Albanien vid världsmästerskapen i simsport 2022
Albanien tävlade vid världsmästerskapen i simsport 2022 i Budapest i Ungern mellan den 17 juni och 3 juli 2022. Albanien hade en trupp på två idrottare.

## Simning
| Idrottare     | Gren                        | Heat          | Heat          | Semifinal        | Semifinal        | Final            | Final            |
| Idrottare     | Gren                        | Tid           | Placering     | Tid              | Placering        | Tid              | Placering        |
| ------------- | --------------------------- | ------------- | ------------- | ---------------- | ---------------- | ---------------- | ---------------- |
| Kledi Kadiu   | Herrarnas 100 meter frisim  | Startade inte | Startade inte | Startade inte    | Startade inte    | Startade inte    | Startade inte    |
| Kledi Kadiu   | Herrarnas 50 meter bröstsim | 29,15         | 40            | Gick inte vidare | Gick inte vidare | Gick inte vidare | Gick inte vidare |
| Nikol Merizaj | Damernas 50 meter frisim    | 26,44         | 38            | Gick inte vidare | Gick inte vidare | Gick inte vidare | Gick inte vidare |
| Nikol Merizaj | Damernas 50 meter fjärilsim | 27,83         | 38            | Gick inte vidare | Gick inte vidare | Gick inte vidare | Gick inte vidare |